# 旧宫站
旧宫站是位于中国北京市大兴区旧宫地区东马路涼水河桥西侧，北京地铁亦庄线的地铁车站。

## 结构
该站为侧式站台高架站，外观设计为“飘板”型。站外有2处公交港湾、1萬平方米的公交场站和6千平方米P+R停车场。
| 地上二层 站台层 | 侧式站台，右側開门             | 侧式站台，右側開门                          |
| 地上二层 站台层 | █ 亦庄线往宋家庄（小红门）     |                                             |
| 地上二层 站台层 | █ 亦庄线往亦庄火车站（亦庄桥） |                                             |
| 地上二层 站台层 | 侧式站台，右側開门             |                                             |
| 地面层 站厅层   | 站厅，出入口                   | 客务中心、自动售票机、进出站闸机、A-B出入口 |

## 出入口
|                           |        |                  |      |            |  |
| 编号                      | 指示   | 建议前往的目的地 | 图片 | 无障碍设施 |  |
| 出口 · A · 1 · 升降机标志 | 东马路 |                  |      |            |  |
| 出口 · B · 1              | 东马路 |                  |      | 不適用     |  |
| 註： 設有                 |        |                  |      |            |  |